# ホアキン・ペイロ
ホアキン・ペイロ・ルイス（Joaquín Peiró Lucas、1936年5月2日 - 2020年3月18日）は、スペイン・マドリード出身の元サッカー選手、元サッカー指導者。ポジションはミッドフィールダー。選手時代はスペイン代表として1962 FIFAワールドカップ、1966 FIFAワールドカップ2度のワールドカップに参加した。
アトレチコ・マドリードでプロのキャリアをスタートさせ、1954－55シーズンからイタリアの トリノに移籍、ルイス・スアレス・ミラモンテスに続きセリエAに移籍した2番目の選手となった。1964－65シーズンからプレーしたインテルではエレニオ・エレーラ監督のもとリーグ優勝2回、インターコンチネンタルカップ優勝2回、 UEFAチャンピオンズカップ1度のタイトルを獲得。1965年5月12日、チャンピオンズカップ準決勝リヴァプールFC戦セカンドレグでゴールを決め、決勝進出に寄与、決勝のベンフィカ戦でも先発出場し優勝した。
1966-67シーズンからASローマに移籍、キャプテンを務め、ローマを1968－69シーズンのコッパ・イタリア優勝に導いた。
現役引退後は指導者として母国スペインでアトレティコ・マドリード、レアル・ムルシア、などの監督を務めた。
2020年3月18日に死去。同じくアトレチコ・マドリードでプレーしたフェルナンド・トーレス、かつて所属したインテルがペイロの功績を称え、追悼するコメントを出した。

## タイトル

### クラブ
- アトレチコ・マドリード

プリメーラ・ディビシオン優勝 (2) : 1958-59, 1959-60
コパ・デル・レイ優勝 (2) : 1959－60、1960－61
カップウィナーズカップ優勝 (1) : 1961－62
- インテル

セリエA優勝 (2) : 1964-65, 1965-66
UEFAチャンピオンズカップ優勝 : 1964-65
インターコンチネンタルカップ優勝 (2) : 1964, 1965
- ASローマ

コッパ・イタリア 1968-69